# Bella Thorne
Annabella Avery Thorne (Pembroke Pines, 8 de outubro de 1997) é uma atriz, cantora, diretora, modelo, produtora executiva, empresaria e autora norte-americana, conhecida mundialmente por interpretar Cece Jones na série de televisão Shake It Up do Disney Channel. Também interpretou Paige Townsen na série de ficção, Famous in Love, do canal Freeform, e apareceu em vários filmes, incluindo Blended, The DUFF, Alvin and the Chipmunks: The Road Chip, You Get Me , Amityville: The Awakening, The Babysitter, Midnight Sun , e I Still See You. Em 2019, ela entrou para a lista do BBC das 100 mulheres mais inspiradoras e influentes do mundo.

## Biografia
Thorne é filha de Tamara e Delancey Reinaldo "Rey" Thorne. Ela é a filha mais nova dos quatro filhos do casal: Kaili, Dani Thorne e Remy, que também são atores. O seu pai tem origem cubana e Thorne afirmou que ela também tem ascendência italiana e irlandesa, com alguns ingleses, galeses e alemães. Ela começou a carreira como uma modelo infantil.

## Carreira

### 2003-2009: Estreia e My Own Worst Enemy
A primeira aparição de Thorne em um filme foi como uma fã em Stuck on You em 2003. Desde então, fez diversas aparições em filmes e programas de televisão, entre eles Jimmy Kimmel Live!, Entourage, The O.C., October Road e Dirty Sexy Money. Em 2007, Thorne apareceu em The Seer. No ano seguinte, atuou ao lado de Christian Slater e Taylor Lautner na série de televisão My Own Worst Enemy e, com o papel de Ruthy Spivey, ganhou o prêmio de Young Artist's Award.
Em 2009, ela atuou na websérie Little Monk, que mostrava os personagens da série Monk como crianças. No mesmo ano, atuou no filme de terror Forget Me Not. Além disso, participou do drama Raspberry Magic, que foi lançado no Cinequest Film Festival e no San Francisco International Asian American Film Festival em 2010.

### 2010-2013: Big Love e Shake It Up
Em 2010, Thorne estrelou o seriado do Disney Channel No Ritmo, ao lado de Zendaya, interpretando CeCe Jones, uma dançarina que deseja ter uma carreira de sucesso. Porém, embora tivesse diversos trabalhos na televisão e cinema, Thorne não tinha nenhuma experiência em dança. Assim, após assinar o contrato do programa, passou a ter três aulas de dança todas as noites. Ainda nesse ano, Thorne substituiu Jolean Wejbe na quarta temporada de Big Love. Em 21 de junho, foi lançado o seu primeiro single, "Watch Me", com Zendaya, que alcançou a 86ª posição no Billboard Hot 100 e 9ª posição no Top Heatseekers. Mais tarde, o single recebeu o certificado de ouro da RIAA.

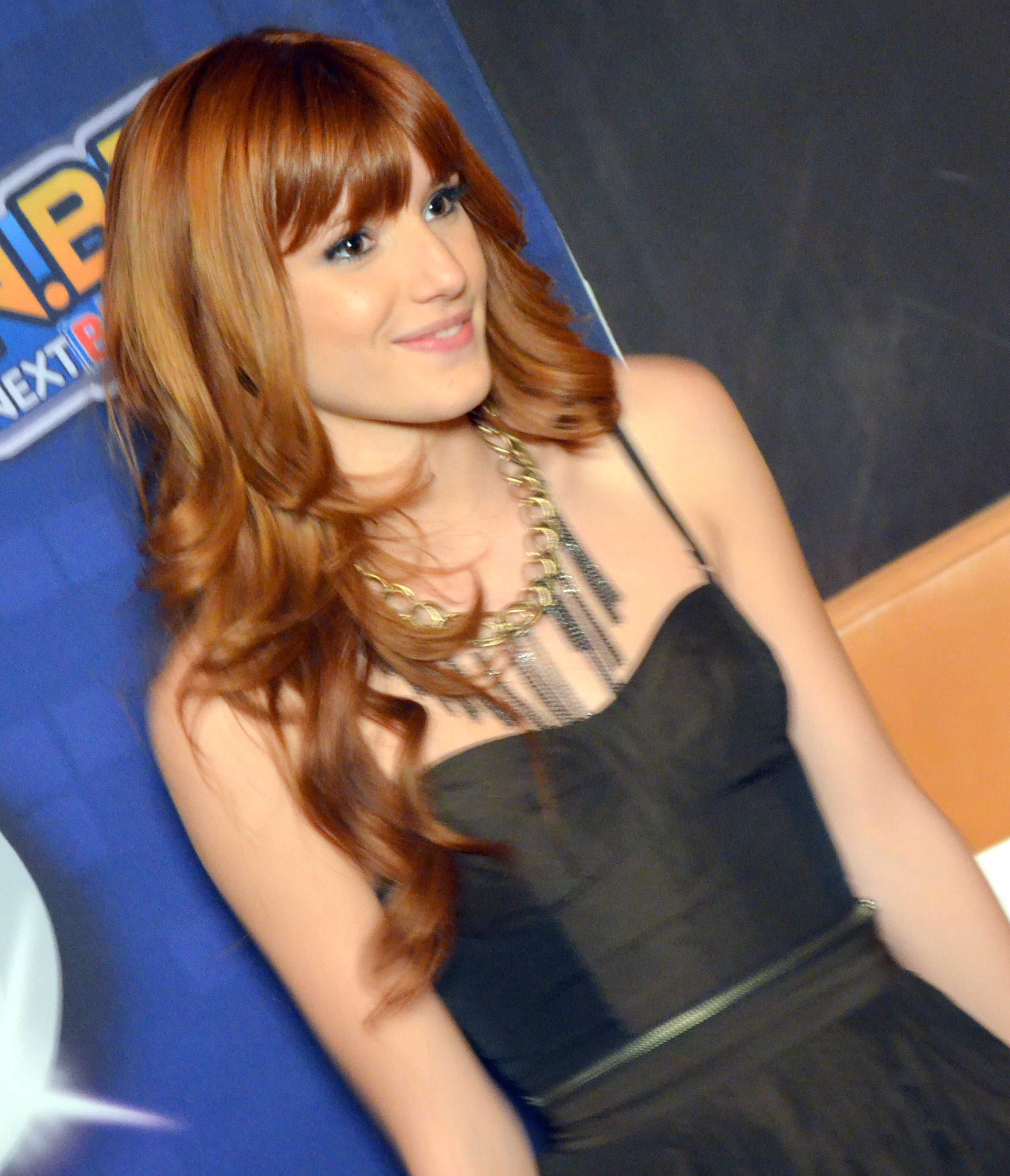
Bella em 2011

Em 29 de setembro de 2011, o Disney Channel anunciou que a segunda temporada de Shake It Up foi aumentada para 26 episódios O seu segundo single, "TTYLXOX", foi lançado em 6 de março de 2012, alcançando a 97ª posição no Billboard Hot 100. Em 17 de agosto, foi lançado um episódio especial da série, intitulado "Made In Japan". Logo em seguida, Thorne foi escalada para o elenco do filme Frenemies. Em 30 de março de 2013, ela confirma pelo Twitter que assinou com a Hollywood Records. Em 28 de julho, é confirmado que Shake It Up seria cancelada após a terceira temporada, apesar de ser o programa mais visto do canal na época.

### 2014-2016: Filmes e series, música e livros

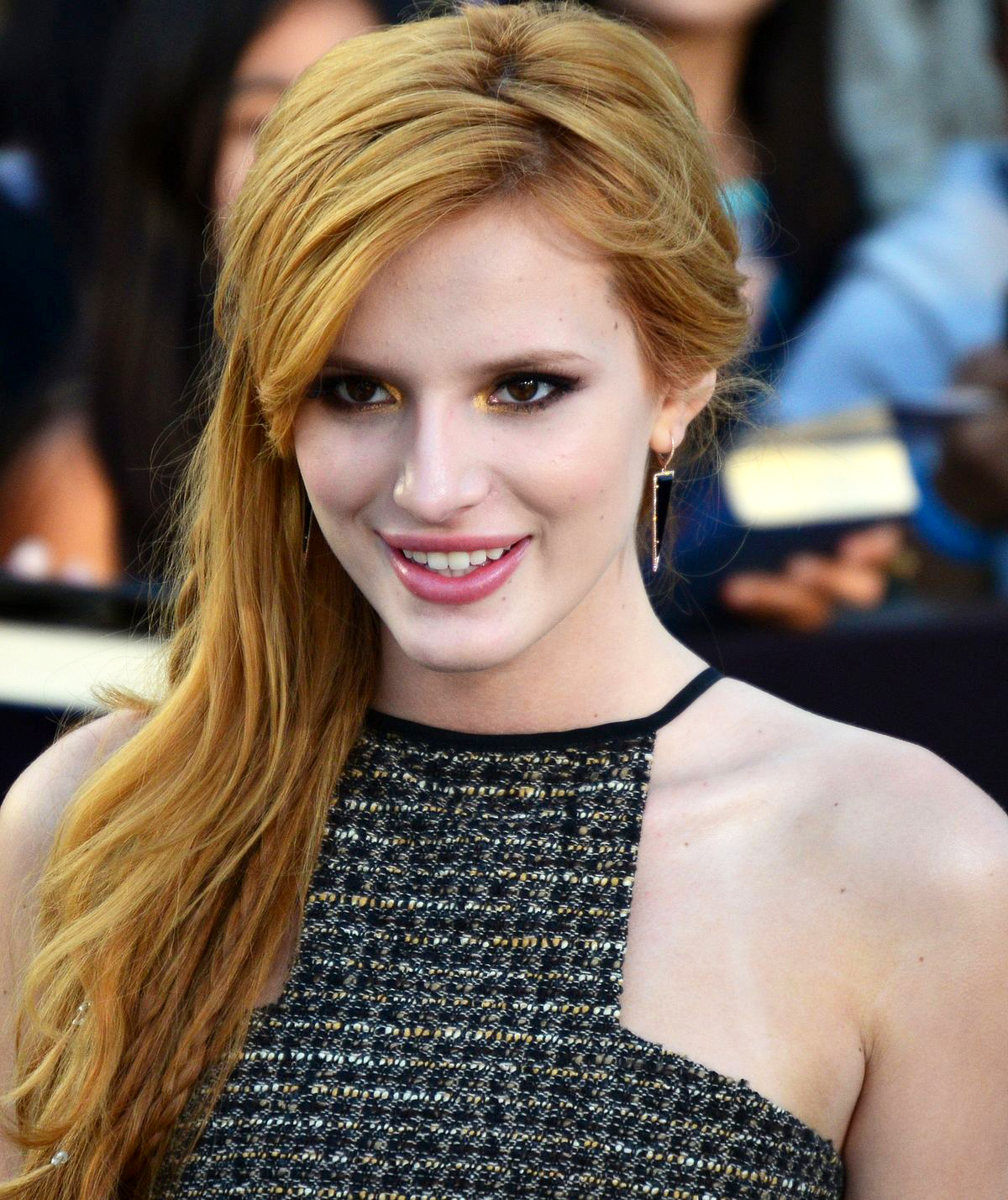
Thorne em 2014.

Em 23 de abril de 2013, Thorne anunciou o seu primeiro álbum de estúdio, Call It Whatever, que iria ter onze faixas. Ela falou que o álbum é diferente de qualquer outro e que não quer ser conhecida como uma cantora de apenas um gênero de música. O álbum viria a ser cancelado, sendo lançado o EP Jersey em novembro de 2014.
Em 14 de maio de 2014, o primeiro single do EP de Thorne, intitulado de "Call It Whatever", foi lançado, com um videoclipe que foi lançado no Vevo em 29 de maio de 2014. Thorne estrelou o filme de comédia e drama Blended, ao lado de Adam Sandler e Drew Barrymore; ela interpretou a filha do personagem de Sandler. Também assinou para escrever uma série de livros, sendo que a primeira obra da coleção, intitulada de Autumn Falls, foi lançada em novembro de 2014. Em 30 de julho de 2014, foi revelado que Thorne apareceria como uma estrela convidada em um episódio da décima quinta temporada da série de televisão de drama policial CSI: Crime Scene Investigation da CBS. Em dezembro de 2014, Thorne entrou no elenco da série de televisão Scream da MTV dos Estados Unidos, uma adaptação televisiva baseada na série de filmes Scream.[49] Foi-lhe oferecido o papel principal, mas achou que interpretar Nina seria mais épico.
Em 2015, conseguiu o papel de Madison na comédia adolescente The Duff, que se tornou rapidamente um sucesso. Em julho foi anunciado que Thorne iria estrelar o filme da AwesomenessTV, Shovel Buddies, que acabou por ser lançado em outubro do ano seguinte.[52] Também atuou em Perfect High no papel de Amanda, em Alvin and the Chipmunks: The Road Chip no papel de uma cantora famosa e com Kyra Sedgwick em Big Sky como Hazel.
Em 2016, Thorne interpretou Rain no filme Boo! A Madea Halloween, do diretor Tyler Perry. Também em 2016, interpretou Jamie, uma adolescente desiludida que guarda um segredo, no filme Keep Watching.

### 2017-2018: atuação e empresas
Em 2017, Thorne regressou à televisão interpretando Paige no drama Famous in Love, do canal Freeform, criado por I. Marlene King, autora de série de televisão Pretty Little Liars. No mesmo ano, Thorne estrelou You Get Me e The Babysitter, dois filmes originais da Netflix nos quais interpretou Holly e Allison respetivamente. Ela também estrelou o filme de terror Amityville: The Awakening, ao lado dos atores Cameron Monaghan e Jennifer Jason Leigh.
Em 2018, Thorne estrelou o drama romântico, Midnight Sun, dirigido por Scott Speed, onde faz par romântico ao lado de Patrick Schwarzenegger. Atou como "Jessica", ao lado de Jessie Usher, no suspense Ride, e protagonizou o suspense sobrenatural I Still See You e também participou de Assaassination Nation.
Em abril de 2018, Thorne fundou a sua própria gravadora e empresa que se chama FF Records (Filthy Fangs) em Los Angeles que produz música, mercadorias e acessórios personalizados, entre outros empreendimentos.
Em agosto de 2018, foi revelado que Thorne voltou oficialmente à música e assinou contrato com a Epic Records e começou a trabalhar em seu álbum de estreia, intitulado What Do You See Now?, que deve ser lançado em algum momento de 2020. Três singles do álbum já foram lançados sendo eles: B*TCH I'M BELLA THORNE, P*ssy Mine e G.O.A.T .
Em novembro de 2018, lançou a sua própria linha de maquiagem Thorne By Bella, onde os produtos são vendidos pelo site oficial da loja.

### 2019-presente: livro, diretora
Em julho de 2019, Thorne lançou o seu novo livro The Life Of a Wannabe Mogul: Mental Disarray, que ela escreveu em duas semanas em uma máquina de escrever emprestada. O livro foi um sucesso nacional sendo best-seller em múltiplas plataformas digitais, como a amazon, no qual o livro liderou o primeiro lugar de mais vendido em três categorias e Thorne anunciou que há duas sequências planejadas.
Em agosto de 2019, Thorne anunciou a sua estreia como diretora, o filme é intitulado "Her & Him"  no qual ela recebeu o prêmio de "Melhor Estreia como Diretora" pela 2° AVN Pornhub Awards 2019, o filme foi lançado dia 12 de setembro para um site de conteúdo adulto (o Pornhub) e foi exibido no The Oldenburg Film Festival da Alemanha de 11 a 20 de setembro de 2019.
Em outubro de 2019, Thorne lançou a sua marca de maconha com parceria com a Glass House, chamada "Forbidden Flowers", que são vendidas a partir de eventos (intitulados como: Forbidden Flowers Tour), que são feitos em vários lugares dos Estados Unidos, sendo anunciado aos fãs pelo instagram oficial da marca, com o seu primeiro local de varejo sendo a cidade de Los Angeles na Califórnia.
Em uma entrevista que Thorne fez para a Forbes, ela disse estar desenvolvendo uma linha de produtos para a pele e uma linha de brinquedos para adultos.
Em março de 2020, participou sendo um cisne na terceira temporada de The Masked Singer, mas foi eliminada na sua segunda aparição. Logo após a sua aparição, a Fox faz um acordo com Thorne, para desenvolver projetos com ou sem script para rede.
Em 2020, Bella estrelou o suspense policial, Infamous ao lado de Jake Manley. E também interpretou "Allison" novamente em The Babysitter: Killer Queen. Protagonizou filmes como Chick Fight, ao lado de Marlin Åkerman e o suspense "Girl", que foi bem avaliado perante aos críticos. No mundo da música, Thorne lançou os singles Lonely e SFB, respectivamente.

## Vida pessoal
Thorne nasceu na cidade de Pembroke Pines na Flórida, e se mudou com a sua família para a Califórnia no começo de 2006. Thorne ajuda a Humane Society, a Cystic Fibrosis Foundation e a The Nomad Organization, que são projetos que promovem educação, comida e remédios para as crianças na África, e Thorne também faz vários empreendimentos filantrópicos. Em dezembro de 2008, em um entrevista ao vivo no programa View from the Bay, ela revelou que o seu pai faleceu em um acidente de carro em 2007.
Ela foi diagnosticada com dislexia na primeira série do ensino primário. Estudou em casa através do ensino doméstico, sendo que antes frequentava uma escola pública, onde sofreu bullying. Thorne melhorou o seu aprendizado após frequentar o centro Sylvan Learning e atualmente está lendo e escrevendo melhor.
Em abril de 2010, ela falou sobre a dislexia em uma entrevista para a American Cheerleader Magazine e explicou que a superou lendo tudo o que podia, incluindo os rótulos das caixas de cereais.

#### Relacionamentos
Em 2015, Thorne namorou o ator Gregg Sulkin, mas a relação acabou em agosto de 2016. Também já teve uma relação amorosa com o rapper Lil Peep.
Em 23 de agosto de 2016, Thorne assumiu a sua bissexualidade no Twitter, porém se identificou como pansexual em julho de 2019.
No final de 2016, esteve em uma curta relação com o ator Tyler Posey, da quem ainda mantém uma amizade muito próxima mesmo após a separação. Posteriormente, se envolveu com o cantor Charlie Puth, que a acusou no Twitter de traição.
Ela estava em um relacionamento poliamoroso com o músico Mod Sun e a youtuber Tana Mongeau, namorando Mongeau de setembro de 2017 a fevereiro de 2019. Já o relacionamento com Mod Sun acabou somente no começo de abril em 2019.
Desde abril de 2019, Thorne está em um relacionamento com o cantor italiano Benjamin Mascolo, da dupla pop Benji & Fede, e os dois anunciaram seu noivado em março de 2021.
Em junho de 2019, Thorne teve fotos íntimas hackeadas e, posteriormente, foi ameaçada de extorsão pelos hackers, levando-a a divulgar as fotos publicamente.
Em agosto de 2020, Thorne conseguiu com o anúncio de sua entrada na rede social intitulada como OnlyFans, plataforma voltada para a distribuição de material adulto, fazer com que os servidores da empresa ficassem por alguns minutos fora do ar.

## Filmografia

### Cinema
| Ano  | Título                                                      | Papel             | Notas          |
| ---- | ----------------------------------------------------------- | ----------------- | -------------- |
| 2003 | Stuck on You                                                | Fã de MV Sideline |                |
| 2007 | Finishing the Game                                          | Sue               |                |
| 2007 | The Seer                                                    | Claire jovem      |                |
| 2007 | Craw Lake                                                   | Julia             | Curta-metragem |
| 2008 | Blind Ambition                                              | Annabella         |                |
| 2009 | Water Pills                                                 | Garota psicótica  | Curta-metragem |
| 2009 | Forget Me Not                                               | Angela jovem      |                |
| 2010 | Raspberry Magic                                             | Sarah Patterson   |                |
| 2010 | One Wish                                                    | Mensageira        |                |
| 2013 | The Frog Kingdom                                            | Princesa Froglegs |                |
| 2014 | Blended                                                     | Hilary            |                |
| 2014 | Mostly Ghostly: Have You Met My Ghoulfriend?                | Cammy             |                |
| 2014 | Alexander and the Terrible, Horrible, No Good, Very Bad Day | Celia             |                |
| 2014 | Connecting                                                  | Menina            | Curta-metragem |
| 2015 | The Duff                                                    | Madison Morgan    |                |
| 2015 | Big Sky                                                     | Hazel             |                |
| 2015 | Alvin and the Chipmunks: The Road Chip                      | Ashley Grey       |                |
| 2016 | Shovel Buddies                                              | Kate              |                |
| 2016 | Ratchet & Clank                                             | Cora              |                |
| 2016 | Boo! A Madea Halloween                                      | Rain              |                |
| 2017 | Keep Watching                                               | Jamie             |                |
| 2017 | You Get Me                                                  | Holly Viola       |                |
| 2017 | Amityville: The Awakening                                   | Belle             |                |
| 2017 | The Babysitter                                              | Allison           |                |
| 2018 | Assassination Nation                                        | Reagan            |                |
| 2018 | Midnight Sun                                                | Katie Price       |                |
| 2018 | I Still See You                                             | Veronica Calder   |                |
| 2018 | Ride                                                        | Jessica           |                |
| 2020 | Infamous                                                    | Arielle           |                |
| 2020 | The Babysitter: Killer Queen                                | Allison           |                |
| 2020 | Girl                                                        | Girl              |                |
| 2020 | Chick Fight                                                 | Olivia            |                |
| 2021 | Masquerade                                                  | Rose              |                |
| 2021 | Habit                                                       | Mads              |                |
| 2021 | Time Is Up                                                  | Vivien            |                |
| 2022 | Measure of Revenge                                          | Taz               |                |
| 2022 | Game of Love                                                | Vivien            |                |
| 2023 | Divinity                                                    | Ziva              |                |
| 2023 | Rumble Through the Dark                                     | Annette           |                |
| 2024 | Saint Clare                                                 | Clare Bleecker    |                |
| 2024 | Fall Risk                                                   | Outra mulher      | Curta-metragem |
| 2024 | The Trainer                                                 | Elektra           |                |
| 2025 | Bunny-Man                                                   |                   |                |

### Televisão
| Ano       | Título                                 | Papel                 | Notas                                                                     |
| --------- | -------------------------------------- | --------------------- | ------------------------------------------------------------------------- |
| 2006      | Entourage                              | Criança               | Episódio: "I Wanna Be Sedated"                                            |
| 2007      | The O.C.                               | Taylor Townsend jovem | Episódio: "The Case of the Franks"                                        |
| 2007-2008 | Dirty Sexy Money                       | Margaux Darling       | 4 episódios                                                               |
| 2008      | October Road                           | Angela Ferilli        | Episódio: "Stand Alone by Me"                                             |
| 2008      | My Own Worst Enemy                     | Ruthy Spivey          | 6 episódios                                                               |
| 2009      | In the Motherhood                      | Annie                 | Episódio: "Practice What You Preach"                                      |
| 2009      | Mental                                 | Emily                 | Episódio: "Pilot"                                                         |
| 2009      | Little Monk                            | Wendy                 | 10 episódios                                                              |
| 2010      | Big Love                               | Tancy Henrickson      | 5 episódios                                                               |
| 2010      | Wizards of Waverly Place               | Nancy Lueke           | Episódio: "Max's Secret Girlfriend"                                       |
| 2010-2013 | Shake It Up                            | CeCe Jones            | 75 episódios                                                              |
| 2011      | Good Luck Charlie                      | CeCe Jones            | Episódio: "Charlie Shakes It Up"                                          |
| 2012      | Frenemies                              | Avalon Greene         | Telefilme                                                                 |
| 2014      | Phineas and Ferb                       | Brigitte              | Episódio: "Night of the Living Pharmacists: Parts 1 & 2"                  |
| 2014      | CSI: Crime Scene Investigation         | Hannah Hunt           | Episódio: "The Book of Shadows"                                           |
| 2014      | Red Band Society                       | Delaney Shaw          | Episódio: "How Did We Get Here?"                                          |
| 2015      | K.C. Undercover                        | Jolie                 | Episódio: "Spy-anoia Will Destroy Ya"                                     |
| 2015      | Perfect High                           | Amanda                | Telefilme                                                                 |
| 2015      | Scream                                 | Nina Patterson        | 3 episódios                                                               |
| 2017-2018 | Famous in Love                         | Paige Townsen         | 20 episódios                                                              |
| 2018      | Conrad & Michelle: If Words Could Kill | Michelle Carter       | Telefilme                                                                 |
| 2019      | Speechless                             | Cassidy               | Episódio: "P-R-O-M-P--PROMPOSAL"                                          |
| 2019      | Tales                                  | Janelle               | Episódio: "XO Tour Lif3"                                                  |
| 2020      | The Masked Singer                      | Cisne                 | 2 episódios                                                               |
| 2020      | Robot Chicken                          | Jean Grey / Nermal    | Episódio: "Max Caenen In: Why Would He Know If His Mother's a Size Queen" |
| 2021      | Paradise City                          | Lily Mayflower        | 8 episódios                                                               |
| 2022      | American Horror Stories                | Marci                 | Episódio: "Drive"                                                         |

### Video game
| Ano  | Título                  | Papel                 |
| ---- | ----------------------- | --------------------- |
| 2006 | The Ant Bully           | Formiguinha           |
| 2016 | Marvel Avengers Academy | Greer Grant / Tigresa |
| 2016 | Ratchet & Clank         | Cora                  |

## Discografia
Álbuns de estúdio
- TBA (2023)

Extended plays
- Made in Japan (2012)
- Jersey  (2014)

## Livros
- Autumn Falls (2014)
- Autumn's Kiss (2015)
- Autumn's Wish (2016)
- The Life of a Wannabe Mogul (2019)

## Prêmios e indicações
| Ano  | Prêmio                    | Categoria                                                  | Trabalho                                             | Resultado | Ref.          |
| ---- | ------------------------- | ---------------------------------------------------------- | ---------------------------------------------------- | --------- | ------------- |
| 2008 | Young Artist Awards       | Melhor Atriz Jovem Convidada                               | The O.C.                                             | Indicada  | [ 58 ]        |
| 2009 | Young Artist Awards       | Melhor Atriz Jovem Convidada                               | October Road                                         | Indicada  | [ 59 ]        |
| 2009 | Young Artist Awards       | Melhor Atriz Jovem Coadjuvante                             | My Own Worst Enemy                                   | Venceu    | [ 59 ]        |
| 2010 | Young Artist Awards       | Melhor Atriz Jovem Convidada                               | Mental                                               | Indicada  | [ 60 ]        |
| 2010 | Teen Icon Awards          | Ícone de Amanhã                                            | Ela mesma                                            | Indicada  | [ 61 ]        |
| 2011 | Young Artist Awards       | Melhor Atriz Jovem Protagonista                            | Shake It Up                                          | Venceu    | [ 62 ]        |
| 2011 | Young Artist Awards       | Elenco Jovem Marcante                                      | Shake It Up                                          | Indicada  | [ 62 ]        |
| 2011 | Young Artist Awards       | Melhor Atriz Jovem Convidada 11-15                         | Wizards of Waverly Place                             | Indicada  | [ 62 ]        |
| 2011 | Young Artist Awards       | Melhor Atuação de uma Atriz Jovem 11-16                    | Big Love                                             | Indicada  | [ 62 ]        |
| 2011 | Imagen Awards             | Melhor Atriz Jovem                                         | Shake It Up                                          | Indicada  | [ 63 ]        |
| 2012 | Young Artist Awards       | Melhor Atriz Jovem Protagonista                            | Shake It Up                                          | Indicada  | [ 64 ]        |
| 2012 | Young Artist Awards       | Melhor Elenco Jovem                                        | Shake It Up                                          | Indicada  | [ 64 ]        |
| 2012 | Imagen Awards             | Melhor Atriz Jovem                                         | Shake It Up                                          | Venceu    | [ 65 ]        |
| 2012 | ALMA Awards               | Atriz Favorita de Comédia                                  | Shake It Up                                          | Venceu    | [ 66 ] [ 67 ] |
| 2013 | Young Artist Awards       | Melhor Atriz Jovem Protagonista                            | Frenemies                                            | Venceu    | [ 68 ]        |
| 2013 | Young Hollywood Awards    | Pessoa Para se Prestar Atenção                             | Ela mesma                                            | Venceu    |               |
| 2013 | Teen Icon Awards          | Ícone das Ideias                                           | Ela mesma                                            | Venceu    | [ 69 ]        |
| 2014 | Young Hollywood Awards    | Você é Tão Extravagante                                    | Ela mesma                                            | Venceu    |               |
| 2014 | Young Hollywood Awards    | Melhor Super Estrela da Mídia Social                       | Ela mesma                                            | Indicada  |               |
| 2014 | Teen Choice Awards        | Garota Mais Bonita                                         | Ela mesma                                            | Indicada  | [ 70 ]        |
| 2015 | Shorty Awards             | Atriz                                                      | Ela própria                                          | Venceu    |               |
| 2015 | Teen Choice Awards        | Choice Movie: Villain                                      | The DUFF                                             | Venceu    |               |
| 2015 | Teen Choice Awards        | Roubo de Cena                                              | Scream                                               | Indicado  |               |
| 2016 | Young Artist Awards       | Melhor Performance em Filme - Atriz Recorrente Jovem 14-21 | The Duff                                             | Indicado  | [ 71 ]        |
| 2017 | Teen Choice Awards        | Melhor Atriz em Série Dramática                            | Famous in Love                                       | Indicado  |               |
| 2017 | Teen Choice Awards        | Melhor Atriz de Cinema de Verão                            | Amityville: The Awakening                            | Indicado  |               |
| 2018 | Teen Choice Awards        | Melhor Atriz em Série Dramática                            | Famous in Love                                       | Indicado  |               |
| 2018 | Teen Choice Awards        | Melhor Atriz em Filme Dramático                            | Midnight Sun                                         | Indicado  |               |
| 2018 | Teen Choice Awards        | Melhor Casal em Cinema                                     | Bella Thorne & Patrick Schwarzenegger – Midnight Sun | Indicado  |               |
| 2019 | Pornhub Awards            | Melhor Estreia como Diretora                               | Her & Him                                            | Venceu    | [ 72 ]        |
| 2019 | German Independence Award | Melhor Curta-Metragem                                      | Her & Him                                            | Indicado  |               |
| 2020 | 37th AVN Awards           | Melhor Roteiro Dramático                                   | Her & Him                                            | Indicado  | [ 73 ]        |
| 2020 | 37th AVN Awards           | Melhor Featurette                                          | Her & Him                                            | Indicado  | [ 73 ]        |
| 2020 | XBIZ Awards               | Melhor Direção de Arte                                     | Her & Him                                            | Indicado  |               |